# ختون-کازمالیار
ختون-کازمالیار (به لاتین: Khtun-Kazmalyar) یک منطقهٔ مسکونی در روسیه است که در شهرستان محرم‌کند واقع شده‌است.